# The Lure of the Wild

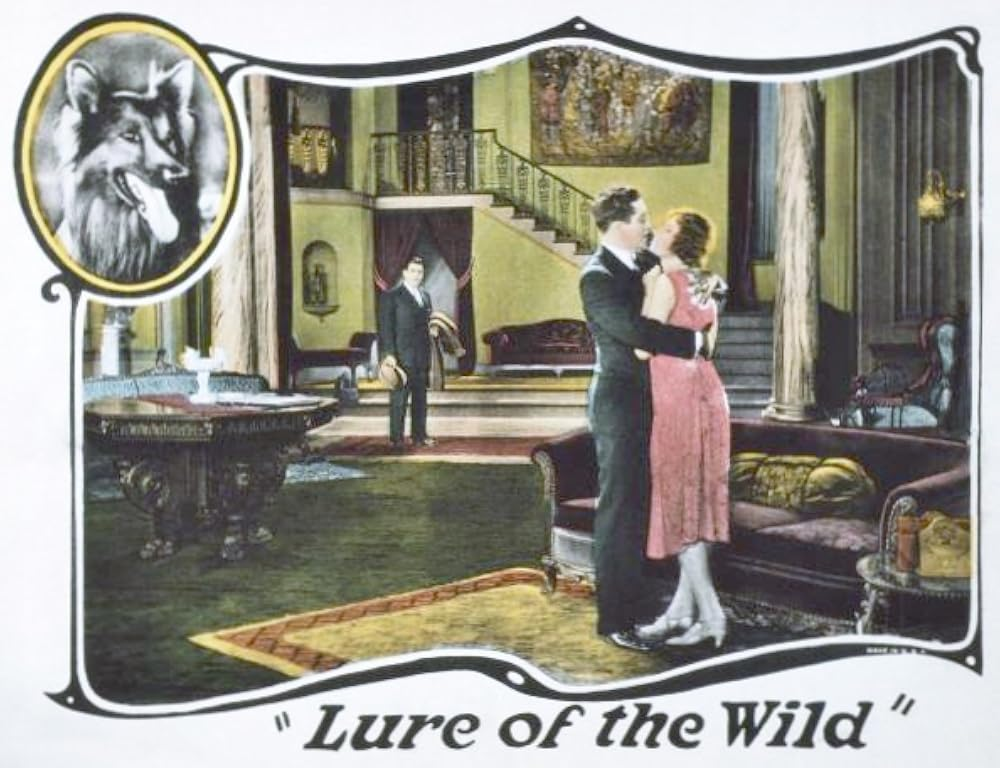
Affiche du film.

The Lure of the Wild est un film américain réalisé par Frank R. Strayer, sorti en 1925.

## Synopsis
Jim Belmont, persuadé que sa femme Agnès le trompe avec Gordon Daniels, part pour le Canada avec sa fille Cuddles et son chien Shep. Jim est tué par Mike Murdock sur demande de Daniels. Shep aide et protège Cuddles, abandonnée à la merci des éléments par la mort de son père. Le chien va chercher le trappeur Poleon Dufresne, qui emmène Agnès avec lui. Elle est suivie par Daniels. Murdock avoue son crime à Dufresne. Shep sauve Agnès de l'attaque de Daniels et le conduit jusqu'à une falaise, où Daniels tombe et meurt. Agnès et Dufresne peuvent alors se marier.

## Fiche technique
- Réalisation : Frank R. Strayer
- Scénario : Tom J. Hopkins[2]
- Producteur : Harry Cohn
- Photographie : George Meehan
- Montage : Charles J. Hunt
- Genre : Mélodrame[3]
- Distributeur : Columbia Pictures
- Durée : 6 bobines
- Date de sortie :
  - États-Unis : 12 décembre 1925

## Distribution
- Jane Novak : Agnes Belmont
- Alan Roscoe : Jim Belmont
- Lightning : le chien Shep
- Billie Jean : Baby Cuddles
- Richard Tucker ; Gordon Daniels
- Mario Carillo ; Poleon Dufresne
- Pat Harmon ; Mike Murdock